# Xanthia semiconfluens
Xanthia semiconfluens là một loài bướm đêm trong họ Noctuidae.